# Síndrome de la clase turista
El síndrome de la clase turista es una clase de trombosis que se produce en pasajeros de aerolíneas o pasajeros de viajes largos en autobús. Los factores desencadenantes son principalmente la combinación de la inmovilización y la deshidratación. Las personas con enfermedades que predisponen a la trombosis, como el cáncer y el síndrome antifosfolípidos, tienen probablemente mayor riesgo al igual que todas aquellas personas que tienen problemas circulatorios, las personas mayores y las embarazadas. También influye el riesgo adquirido o congénito de trombosis.
En vuelos de larga distancia (al menos cuatro horas), el síndrome de la clase turista ocurre en aproximadamente uno de cada 4 500 a 6 000 pasajeros. Sin embargo, esto no tiene por qué provocar síntomas, sino que también puede ser asintomático. Los síntomas pueden manifestarse con posterioridad al vuelo en forma de hinchazón, dolor, o bien hormigueo en las extremidades. Se recomienda acudir al médico para que en caso de haberse iniciado un coágulo prescriba la medicación adecuada.

## Etimología
El nombre se originó en que se relacionó el problema con el reducido espacio entre asientos de los aviones en clase turista de la mayoría de las aerolíneas y porque los ocupantes de estos eran comúnmente los que sufrían los problemas circulatorios, aunque después se ha demostrado que ese no es el problema en su totalidad, sino la falta de ejercitación de las piernas en un prolongado tiempo (independientemente de la clase en que se viaje).

## Prevención
Para reducir el riesgo, se recomienda levantarse y mover las piernas con la mayor frecuencia posible. Si esto no es posible, también se puede hacer ejercicios sencillos sentado: por ejemplo, estirar los pies y hacer movimientos circulares o balancear ambas piernas. También se debe beber muchos líquidos (no alcohólicos) y, además del alcohol, evitar medicamentos sedantes como las pastillas para dormir. Otras formas de reducir el riesgo son evitar fumar (tanto como sea posible antes y después del vuelo) y evitar la ropa demasiado ajustada.
A las personas susceptibles a la trombosis, pero también a los pasajeros sin mayor riesgo de trombosis, se les recomienda usar medias de soporte, que reducen el riesgo de trombosis en un vuelo de larga distancia. Después de la consulta médica, la profilaxis se puede realizar mediante la administración de heparina de bajo peso molecular. Es controvertido si la ingesta frecuentemente recomendada de ácido acetilsalicílico puede prevenir la formación de coágulos sanguíneos venosos.